# Орлов Євген Олександрович
Євген Олександрович Орлов (рос. Евгений Александрович Орлов; 24 жовтня 1990, м. Омськ, СРСР) — російський хокеїст, нападник. Виступає за «Амур» (Хабаровськ)  у Континентальній хокейній лізі. 
Хокеєм почав займатися у 1998 році, перший тренер — Віктор Зиков. Вихованець хокейної школи «Авангард» (Омськ). Виступав за «Авангард-2» (Омськ), «Омські Яструби», «Авангард» (Омськ), «Зауралля» (Курган).
Досягнення
- Срібний призер чемпіонату Росії (2012)
- Володар Кубка Харламова (2012).